# Kalendarz liturgiczny

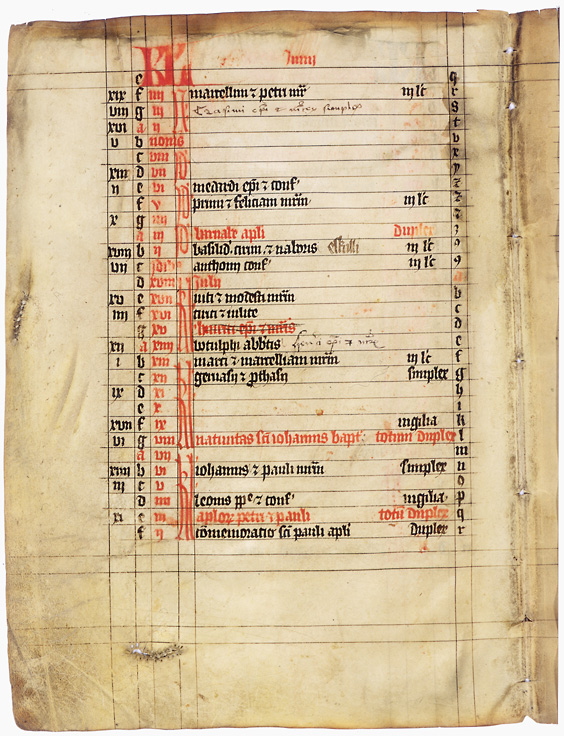
Karta z kalendarza liturgicznego. Średniowieczny rękopis z ok. 1340–1360 r., z dominikańskiego konwentu w Turku w Finlandii.

Kalendarz liturgiczny – w chrześcijaństwie terminarz obchodów liturgicznych w ciągu roku liturgicznego: Wielkanocy, Świąt Pańskich, maryjnych i liturgicznych wspomnień świętych tak Zachodu np. katolickich, anglikańskich, luterańskich, jak i Wschodu. Kalendarz rozpoczyna się wraz z początkiem Adwentu.

## Kalendarze liturgiczne chrześcijaństwa zachodniego

### Kalendarz rzymski
Proces wypracowania  kalendarza rzymskiego nie dokonywał się według jakichś ściśle określonych zasad. Złożyły się na niego w ciągu wieków konkretne wydarzenia życia Kościoła, np. śmierć męczenników rzymskich, czczonych następnie co roku w miejscu ich pochowania na którymś z cmentarzy Rzymu, a następnie w bazylikach, pobudowanych na miejscu ich grobów, jak np. bazylika św. Piotra, bazylika św. Pawła za Murami czy bazylika św. Agnieszki za Murami.
W epoce renesansu karolińskiego (VIII-IX w.) rzymski kalendarz rozprzestrzenił się na cały Zachód. W XI i XII wieku włączono weń imiona papieży pierwszych wieków, uznawanych en bloc za męczenników. Liczono głównie, że wesprze to gregoriańskie reformy liturgii. W średniowieczu do kalendarza weszły imiona dotychczas nieznane, jak np. Dorotea, Urszula, Katarzyna i Krzysztof. W międzyczasie zaczęto szerzyć kult wielkich świętych zakonów żebraczych, Franciszka i Dominika, Bonawentury i Tomasza z Akwinu, Antoniego z Padwy i Elżbiety Węgierskiej.
Pierwsze systematyczne korekty Kalendarza były dziełem św. Piusa V (1568),  które dokonały cięć znacznie bardziej drakońskich niż reforma Pawła VI – odrzucono m.in. imiona świętych Anny i Joachima, Św. Antoniego z Padwy, św. Bernardyna i św. Katarzyny ze Sieny, a także św. Januarego.
Wraz z reformą Świętego Piusa V rozpoczęła się współczesna historia kalendarza rzymskiego. Charakteryzowała się stałym wzrostem: koniec XVI wprowadził trzynaście imion, wiek XVII czterdzieści osiem, wiek XVIII trzydzieści dwa, wiek XIX dwadzieścia pięć a wiek XX do 1960 r. dwadzieścia sześć. Wśród tych imion znajdują się najbardziej znani święci danej epoki: od Teresy z Awili do Tereski od Dzieciątka Jezus, od Ignacego Loyoli do Jana Bosko i Piusa X, ale także, na przykład, imiona wielu królów i książąt cenionych przez wpływowe dwory. Odzwierciedla to poniekąd prawidła  socjologiczne, bowiem wśród tych świętych ogromną ilość stanowią Włosi i nieco mniejszą święci francuscy.
Dwa razy było badana możliwość odnowienia Kalendarza: w połowie XVIII wieku na polecenie Benedykta XIV, oraz w 1912 roku z woli Piusa X. W obu przypadkach śmierć papieża wstrzymała prace. Badania Komisji Benedykta XIV zostały opublikowane, a te z Komisji Piusa X przechowywane są w Archiwum Watykańskim.
Jak zauważył Pierre Jounel, próby te jednak nie były zbyt pomocne dla prac nad uporządkowaniem kalendarza w ramach reformy soboru watykańskiego II, wykonywanych przez „Radę dla wykonania Konstytucji o świętej Liturgii” (Consilium ad exsequendam Constitutionem de sacra liturgia). Rewizja kalendarza musiała się kierować zasadami sformułowanymi przez Sobór, m.in. trzeba było wziąć pod uwagę nowe ujęcia teologii Kościoła, jego misji w świecie i jego powszechności, i odnowioną wizję liturgii – zawarte w dokumentach soborowych, np. Lumen gentium, Sacrosanctum concilium. Musiała też uwzględnić znacznie lepszą znajomość praw rządzących hagiografią, która nie była dostępna jeszcze nawet sześćdziesiąt lat wcześniej. Nowy Kalendarz rzymski został promulgowany przez papieża Pawła VI 14 lutego 1969 roku.

#### Cechy charakterystyczne
W Kościele katolickim kalendarz liturgiczny dzieli rok na okresy liturgiczne. Do ustalania dat obchodów liturgicznych wcześniej posługiwano się kalendarzem juliańskim, który w roku 1582 został zastąpiony przez kalendarz gregoriański.
Numeracja tygodni i dni jest zależna od stosowanego kalendarza. Tak więc np. 25 maja 2009 to w kalendarzu liturgicznym 
- w rycie zwyczajnym: poniedziałek w VII tygodniu Okresu wielkanocnego,
- w rycie nadzwyczajnym: 
  - wg mszału z 1962: poniedziałek po niedzieli po Wniebowstąpieniu (łac. feria secunda post Dominicam post Ascensionem Domini),
  - wg mszału z 1955: poniedziałek w Oktawie Wniebowstąpienia (łac. feria secunda infra Octavam Ascensionis).

Poza cyklicznością związaną z okresami liturgicznymi przemienność dotyczy całego roku w kalendarzu. Przemienność ta dotyczy:
- czytań biblijnych w niedziele i święta
  - Rok A - główne czytanie z Ewangelii Mateusza
  - Rok B - główne czytanie z Ewangelii Marka
  - Rok C - główne czytanie z Ewangelii Łukasza
- czytań biblijnych w dni powszednie okresu zwykłego (systematyczne czytanie poszczególnych Ksiąg Biblijnych)
  - Rok I
  - Rok II
- Liturgii Godzin (I - IV tygodnie).

### Kalendarz luterański
Luterański kalendarz liturgiczny jest podzielony na okresy i posiada spis wszystkich niedziel, uroczystości i świąt, wraz z perykopami przewidzianymi na dany dzień. Kościół luterański w Polsce nie wypracował kalendarza wspomnień (np. męczenników), ale wiele Kościołów luterańskich na świecie takie spisy posiada (np. niemiecki Evangelischer Namenkalender). Ostatnią reformę kalendarz przeszedł w roku 2019, kiedy ustalono, na wzór Kościoła anglikańskiego, stałą datę końcową Czasu po Epifanii na Święto Ofiarowania Pańskiego, 2 lutego, przez co liczba dni Przedpościa jest obecnie ruchoma.

#### Okresy liturgiczne
- Adwent (niedziele Adwentu albo niedziele w Adwencie)
- Narodzenie Pańskie i czas po nim (niedziele po Narodzeniu Pańskim)
- Epifania i czas po niej (niedziele po Epifanii)
- Przedpoście (od 5 do 1 niedzieli, trzy ostatnie mają własne nazwy: Septuagesimae, Sexagesimae i Estomihi)
- Wielki Post, Post, Czas Pasyjny (niedziele Invocavit, Reminiscere, Oculi, Laetare, Judica, Niedziela Palmowa)
- Wielkanoc i czas po niej (niedziele po Wielkanocy: Quasimodogeniniti, Misericordias Domini, Jubilate, Cantate, Rogate, Exaudi)
- Uroczystość Trójcy Świętej (Trinitatis) i czas po niej (niedziele po Trójcy Świętej)

#### Czytania liturgiczne
Kościół luterański posiada zupełnie inny system czytań, niż współcześnie Kościół rzymskokatolicki czy Kościół anglikański. Czytania liturgiczne są stałe i składa się na nie ustęp ze Starego Testamentu, z Nowego Testamentu oraz Ewangelia. Natomiast teksty kazalne, na podstawie których powinna być oparta homilia, posiadają cykl sześcioletni. Ostatnia rewizja perykop została przeprowadzona w roku 2019.

## Kalendarze liturgiczne chrześcijaństwa wschodniego

### Obliczanie daty Paschy
Kalendarz wschodni rozwijał się w pierwszych wiekach wokół ustalania dnia świętowania Wielkanocy.
Na przełomie II i III w. chrześcijaństwo zostało zmuszone do porzucenia obliczeń żydowskich, w związku z niekorzystnymi zmianami, które Żydzi wprowadzili. Nowy sposób obliczania daty paschy żydowskiej nie respektował antycznej reguły, zgodnie z którą Pascha powinna przypadać w pierwszą pełnię księżyca po wiosennym zrównaniu dnia z nocą. Bywało, że Pascha przypadała przed nią, czasem kilka miesięcy wcześniej, co prowadziło do tego, że w ciągu jednego roku słonecznego wypadały dwie Paschy, a następnego roku nie było żadnej. Kościół aleksandryjski doszedł do opracowania własnego sposobu określania daty pełni księżyca oraz daty zrównania dnia z nocą, w dalszym ciągu zgodnie z kalendarzem księżycowym. Każdego roku biskup Aleksandrii ustalał datę Wielkanocy na podstawie szczegółowych obliczeń – czerpiących z prac takich uczonych jak Anatol oraz Piotr z Aleksandrii – i wysyłał List wielkanocny, w którym ogłaszał tę datę biskupom Egiptu, dodając odpowiednią katechezę. Znane są szczególnie listy św. Atanazego, które dały początek gatunkowi epistolarnemu zwanemu Listami świątecznymi.
Nowy sposób obliczania został szybko uznany również przez Kościół rzymski i wiele innych Kościołów lokalnych. Wszystkie obchodziły już wtedy Paschę niedzielną. Niektóre jednak, zwłaszcza położone na wschód od Antiochii i poza granicami cesarstwa rzymskiego, trwały przy obliczeniach żydowskich. Zdarzało się, że obchodziły swą Paschę o cały miesiąc wcześniej niż te, które czekały do następnej pełni księżyca. Zwano ich Protopaschitami (ci, którzy sprawują Paschę w pierwotnym terminie).
Cesarz Konstantyn nakłonił Sobór nicejski I (325 r.), aby nakazał ujednolicenie. Cesarz chciał by chrześcijaństwo było czynnikiem jednoczącym imperium, tymczasem sytuacja była taka, że gdy w jednej części cesarstwa rozbrzmiewało radosne Alleluja i inne śpiewy paschalne, druga część pozostawała jeszcze zanurzona w pokucie i wielkopostnym smutku. Poza tym cesarzowi nie podobało się to, że chrześcijaństwo w tak ważnej sprawie było zależne od judaizmu, mimo iż odrzucił Chrystusa.
W Azji Mniejszej i na wschód od Antiochii niektóre Kościoły były oporne wobec decyzji soboru w Nicei i kontynuowały obchodzenie Paschy równocześnie z Żydami. Jeszcze kanon Soboru antiocheńskiego z 341 roku, jako ostatni, zagroził im ekskomuniką. Również św. Jan Chryzostom (350-407) zmagał się z masowym powrotem do dawnej żydowskiej rachuby wśród swoich wiernych. Ostatecznie po kryzysie, który objawił się szczególnie w roku 387, doprowadzono do jedności co do daty Paschy. Zgoda ta panowała aż do czasu, kiedy patriarcha Konstantynopola Jeremiasz II w 1582 r. odrzucił, właśnie w imię wierności postanowieniom Nicei, zreformowany przez biskupa Rzymu Grzegorza XIII kalendarz – zwany kalendarzem gregoriańskim. Papież zatwierdził zmiany w zasadach obliczania kalendarza bez czekania na aprobatę ze strony Kościoła greckiego. Sytuacja ta trwa aż do dzisiaj, chociaż dialog katolicko-prawosławny na ten temat trwa

### Kalendarz świąt
W praktyce liturgicznej Rosyjskiego Kościoła Prawosławnego  do 1700 roku posługiwano się  kalendarzem bizantyńskim, następnie zaczęto  posługiwać się Kalendarzem juliańskim, określanym w mowie potocznej jako stary styl. Daty cerkiewnego kalendarza starego stylu dla wygody przeliczane są na przyjęty w roku 1918 w życiu cywilnym kalendarz gregoriański – tzw. nowy styl. Różnica między starym a nowym stylem w XXI wieku wynosi 13 dni. Rosyjski prawosławny kalendarz liturgiczny łączy dwie księgi: Kalendarz miesięczny (ros. месяцеслов) i Paschalia (Пасхалия). Kalendarz miesięczny podaje święta i wspomnienia świętych niezmienne, czyli mające stałą datę w kalendarzu na każdy dzień każdego miesiąca roku. Paschalia określają datę święta Paschy (Wielkanocy) i zależnych od niego świąt – niemających stałej daty w kalendarzu. Starożytna zasada tzw. Aleksandryjskiej prawosławnej paschalii zakłada, że Paschę należy świętować w pierwszą niedzielę po pierwszej wiosennej pełni księżyca po wiosennym zrównaniu dnia z nocą – 21 marca starego stylu. Zatem Pascha według kalendarza księżycowego jest w stałym, określonym dniu, który w kalendarzu słonecznym wypada, w któryś z 35 dni w okresie od 22 marca do 25 kwietnia starego stylu.